# Кадер Аттіа
Кадер Аттіа (нар. 30 грудня 1970) — алжирсько-французький художник.   

## Раннє життя
Аттіа народився в Дюньї, Франція, у сім'ї алжирських батьків і провів дитинство між Парижем та Алжиром. Він здобував освіту в паризькій школі Duperré, школі прикладного мистецтва La Massana в Барселоні, а в 1998 році завершив навчання в Національній вищій школі декоративних мистецтв у Парижі.   

## Робота
Роботи Аттії часто зосереджуються на темах соціальної несправедливості, становищі маргіналізованих спільнот та питаннях постколоніалізму.   
У 2016 році Аттіа відкрив галерею La Colonie неподалік Північного вокзалу Парижа. У березні 2020 року La Colonie закрилася назавжди через пандемію коронавірусу. У березні 2021 року було оголошено, що Аттіа стане куратором 12-ї Берлінської бієнале. Він став першим художником, який отримав таку роль після нью-йоркського колективу DIS, що курував 9-ту бієнале у 2016 році. У листопаді 2021 року в Mathaf: Arab Museum of Modern Art у Досі відбулася його виставка під назвою «Про тишу». 

## Колекції
Роботи Аттії входять до постійних колекцій:
- Музей сучасного мистецтва, Нью-Йорк, [14]
- Sharjah Art Foundation, [15]
- Музей Тейт, [16]
- Центр Жоржа Помпіду, Париж, [17]
- Інститут сучасного мистецтва, Бостон, [18]
- Музей Гуггенхайма в Нью-Йорку . [19]

## Нагороди
- У 2016 році Аттіа виграла премію Марселя Дюшана у Франції. [20] [21] У 2018 році він отримав премію Жоана Міро . [22] [23]

- У 2019 році Аттіа була членом журі, яке вибрало Артура Джафу лауреатом Міжнародної премії сучасного мистецтва Фонду принца П’єра . [24] [25]